# Volleybal op de Olympische Zomerspelen 2024
Volleybal is een van de sporten die werd beoefend tijdens de Olympische Zomerspelen 2024 in Parijs. Het deelnemersveld bestond in totaal uit 384 atleten, zowel mannen als vrouwen, verspreid over vier evenementen. Aan het beachvolleybal deden zowel bij de mannen als de vrouwen 24 tweetallen mee. Aan beide zaalvolleybaltoernooien namen twaalf nationale ploegen van twaalf spelers deel. De wedstrijden van het beachvolleybal werden gespeeld in een tijdelijk stadion op het Champ-de-Mars voor de Eiffeltoren. Het zaalvolleybal vond plaats in een van de evenementhallen op het terrein van de Paris Expo Porte de Versailles.

## Kwalificatie

### Samenvatting
| Land                   | Zaal (mannen) | Zaal (vrouwen) | Beach (mannen) | Beach (vrouwen) | Atleten |
| ---------------------- | ------------- | -------------- | -------------- | --------------- | ------- |
| Argentinië             | N             |                |                |                 | 12      |
| Australië              |               |                | (2)            | N               | 6       |
| Brazilië               | N             | N              | (2)            | (2)             | 32      |
| Canada                 | N             |                | N              | (2)             | 18      |
| Chili                  |               |                | N              |                 | 2       |
| China                  |               | N              |                | N               | 14      |
| Cuba                   |               |                | N              |                 | 2       |
| Dominicaanse Republiek |               | N              |                |                 | 12      |
| Duitsland              | N             |                | N              | (2)             | 18      |
| Egypte                 | N             |                |                | N               | 14      |
| Frankrijk              | N             | N              | (2)            | (2)             | 32      |
| Italië                 | N             | N              | (2)            | N               | 30      |
| Japan                  | N             | N              |                | N               | 26      |
| Kenia                  |               | N              |                |                 | 12      |
| Letland                |               |                |                | N               | 2       |
| Litouwen               |               |                |                | N               | 2       |
| Marokko                |               |                | N              |                 | 2       |
| Nederland              |               | N              | (2)            | N               | 18      |
| Noorwegen              |               |                | N              |                 | 2       |
| Oostenrijk             |               |                | N              |                 | 2       |
| Paraguay               |               |                |                | N               | 2       |
| Polen                  | N             | N              | N              |                 | 26      |
| Qatar                  |               |                | N              |                 | 2       |
| Servië                 | N             | N              |                |                 | 24      |
| Slovenië               | N             |                |                |                 | 12      |
| Spanje                 |               |                | N              | (2)             | 6       |
| Tsjechië               |               |                | N              | N               | 4       |
| Turkije                |               | N              |                |                 | 12      |
| Verenigde Staten       | N             | N              | (2)            | (2)             | 32      |
| Zweden                 |               |                | N              |                 | 2       |
| Zwitserland            |               |                |                | (2)             | 4       |
| Totaal: 31 landen      | 144           | 144            | 48             | 48              | 384     |

### Beachvolleybal
Bij zowel de mannen als de vrouwen deden er 24 teams mee aan het olympisch beachvolleybaltoernooi. Elk Nationaal Olympisch Comité (NOC) mocht per evenement maximaal twee teams afvaardigen. Gastland Frankrijk was verzekerd van de deelname van minimaal een team aan beide evenementen. De overige 23 plaatsen per evenement waren open voor kwalificatie. Een quotaplaats gold voor een NOC en niet voor een spelersduo. De winnaars van de wereldkampioenschappen 2023 in Tlaxcala verdienden één quotaplaats voor hun NOC. Zeventien quotaplaatsen werden vergeven op basis van de olympische ranglijst per 10 juni 2024. Punten voor de ranglijst werden verdiend tussen 1 januari 2023 en 9 juni 2024. De resterende vijf plaatsen gingen naar de winnaars van de continentale kwalificatietoernooien van de AVC (Azië en Oceanië), CAVB (Afrika), CEV (Europa), CSV (Zuid-Amerika) en NORCECA (Noord-Amerika).

#### Mannen
| Toernooi                               | Datum               | Locatie  | Plaatsen | Gekwalificeerd |
| -------------------------------------- | ------------------- | -------- | -------- | --- |
| Gastland                               | 13 september 2017   | –        | 1        | Frankrijk |
| Wereldkampioenschappen                 | 6 – 15 oktober 2023 | Tlaxcala | 1        | Tsjechië |
| Olympische ranglijst                   | 10 juni 2024        | –        | 17       | Zweden Noorwegen Duitsland Brazilië Verenigde Staten Nederland Brazilië Italië Polen Nederland Qatar Verenigde Staten Spanje Italië Australië Cuba Oostenrijk |
| Olympisch kwalificatietoernooi AVC     | 13 – 23 juni 2024   | –        | 1        | Australië |
| Olympisch kwalificatietoernooi CAVB    | 13 – 23 juni 2024   | –        | 1        | Marokko |
| Olympisch kwalificatietoernooi CEV     | 13 – 23 juni 2024   | –        | 1        | Frankrijk |
| Olympisch kwalificatietoernooi CSV     | 13 – 23 juni 2024   | –        | 1        | Chili |
| Olympisch kwalificatietoernooi NORCECA | 13 – 23 juni 2024   | –        | 1        | Canada |
| Totaal                                 |                     |          | 24       | |

#### Vrouwen
| Toernooi                               | Datum               | Locatie  | Plaatsen | Gekwalificeerd |
| -------------------------------------- | ------------------- | -------- | -------- | --- |
| Gastland                               | 13 september 2017   | –        | 1        | Frankrijk |
| Wereldkampioenschappen                 | 6 – 15 oktober 2023 | Tlaxcala | 1        | Verenigde Staten |
| Olympische ranglijst                   | 10 juni 2024        | –        | 17       | Brazilië Verenigde Staten Canada Brazilië Nederland Zwitserland Letland China Italië Duitsland Australië Zwitserland Spanje Duitsland Frankrijk Litouwen Spanje |
| Olympisch kwalificatietoernooi AVC     | 13 – 23 juni 2024   | –        | 1        | Japan |
| Olympisch kwalificatietoernooi CAVB    | 13 – 23 juni 2024   | –        | 1        | Egypte |
| Olympisch kwalificatietoernooi CEV     | 13 – 23 juni 2024   | –        | 1        | Tsjechië |
| Olympisch kwalificatietoernooi CSV     | 13 – 23 juni 2024   | –        | 1        | Paraguay |
| Olympisch kwalificatietoernooi NORCECA | 13 – 23 juni 2024   | –        | 1        | Canada |
| Totaal                                 |                     |          | 24       | |

### Zaalvolleybal
Bij zowel de mannen als de vrouwen deden er twaalf ploegen mee aan het olympisch zaalvolleybaltoernooi. Gastland Frankrijk was verzekerd van deelname aan beide evenementen. Zes plaatsen per evenement werden gevuld via de internationale kwalificatietoernooien. Voor zowel de mannen als de vrouwen werden er drie kwalificatietoernooien georganiseerd, waarbij de deelnemende ploegen in round-robinverband tegen elkaar speelden en waarvan de nummers een en twee van elk toernooi zich voor de Spelen kwalificeerden. De resterende vijf plaatsen werden vergeven op basis van de wereldranglijst per 17 juni 2024 (vrouwen) en per 24 juni 2024 (mannen). Ploegen uit continenten zonder reeds geplaatste landen hadden daarbij voorrang, zodat er per continentale volleybond minimaal een land vertegenwoordigd was.

#### Mannen
| Toernooi                           | Datum                         | Locatie        | Plaatsen | Gekwalificeerd                           |
| ---------------------------------- | ----------------------------- | -------------- | -------- | ---------------------------------------- |
| Gastland                           | 13 september 2017             | –              | 1        | Frankrijk                                |
| Olympisch kwalificatietoernooi I   | 30 september – 8 oktober 2023 | Rio de Janeiro | 2        | Brazilië Duitsland                       |
| Olympisch kwalificatietoernooi II  | 30 september – 8 oktober 2023 | Tokio          | 2        | Verenigde Staten Japan                   |
| Olympisch kwalificatietoernooi III | 30 september – 8 oktober 2023 | Xi'an          | 2        | Polen Canada                             |
| Wereldranglijst                    | 24 juni 2024                  | –              | 5        | Slovenië Italië Argentinië Servië Egypte |
| Totaal                             |                               |                | 12       |                                          |

#### Vrouwen
| Toernooi                           | Datum                  | Locatie | Plaatsen | Gekwalificeerd                     |
| ---------------------------------- | ---------------------- | ------- | -------- | ---------------------------------- |
| Gastland                           | 13 september 2017      | –       | 1        | Frankrijk                          |
| Olympisch kwalificatietoernooi I   | 16 – 24 september 2023 | Ningbo  | 2        | Servië Dominicaanse Republiek      |
| Olympisch kwalificatietoernooi II  | 16 – 24 september 2023 | Tokio   | 2        | Turkije Brazilië                   |
| Olympisch kwalificatietoernooi III | 16 – 24 september 2023 | Łódź    | 2        | Verenigde Staten Polen             |
| Wereldranglijst                    | 17 juni 2024           | –       | 5        | China Kenia Italië Japan Nederland |
| Totaal                             |                        |         | 12       |                                    |

## Medailles

### Medaillewinnaars

#### Beachvolleybal
| Onderdeel | Goud | Goud                        | Zilver | Zilver                                   | Brons | Brons                        |
| --------- | ---- | --------------------------- | ------ | ---------------------------------------- | ----- | ---------------------------- |
| Mannen    | SWE  | David Åhman Jonatan Hellvig | GER    | Nils Ehlers Clemens Wickler              | NOR   | Anders Mol Christian Sørum   |
| Vrouwen   | BRA  | Ana Patrícia Duda Lisboa    | CAN    | Melissa Humana-Paredes Brandie Wilkerson | SUI   | Tanja Hüberli Nina Betschart |

#### Zaalvolleybal
| Onderdeel | Goud      | Zilver           | Brons            |
| --------- | --------- | ---------------- | ---------------- |
| Mannen    | Frankrijk | Polen            | Verenigde Staten |
| Vrouwen   | Italië    | Verenigde Staten | Brazilië         |

### Medaillespiegel
| Plaats | Land             | NOC    | Goud | Zilver | Brons | Totaal |
| ------ | ---------------- | ------ | ---- | ------ | ----- | ------ |
| 1      | Brazilië         | BRA    | 1    | 0      | 1     | 2      |
| 2      | Frankrijk        | FRA    | 1    | 0      | 0     | 1      |
| 2      | Italië           | ITA    | 1    | 0      | 0     | 1      |
| 2      | Zweden           | SWE    | 1    | 0      | 0     | 1      |
| 5      | Verenigde Staten | USA    | 0    | 1      | 1     | 2      |
| 6      | Canada           | CAN    | 0    | 1      | 0     | 1      |
| 6      | Duitsland        | GER    | 0    | 1      | 0     | 1      |
| 6      | Polen            | POL    | 0    | 1      | 0     | 1      |
| 9      | Noorwegen        | NOR    | 0    | 0      | 1     | 1      |
| 9      | Zwitserland      | SUI    | 0    | 0      | 1     | 1      |
| Totaal | Totaal           | Totaal | 4    | 4      | 4     | 12     |